# Агафоново (В'язниківський район)
Агафоново — присілок у складі муніципального утворення Октябрського сільського поселення, В'язниківський район, Володимирська область, Росія. Населений пункт має єдину вулицю.

## Географія
Агафоново розташоване за 24 кілометри по автодорозі на північний захід від В'язників, за 14 кілометрів від залізничної станції Сеньково на лінії Ковров — Нижній Новгород. Є п.ст. Сеньково односмугова асфальтова дорога радянських часів, що проходить через Агафоново до Большевисоково. Від автостанції В'язники до Большевисоково ходять рейсові автобуси.

## Населення
| 1859 | 1905 | 1926 | 2002 | 2010 |
| ---- | ---- | ---- | ---- | ---- |
| 134  | →134 | ↗163 | ↘10  | ↘3   |